# Ada Cristina Almirante
Ada Cristina coniugata Almirante (Verona, 10 maggio 1884 – Milano, 25 febbraio 1957) è stata un'attrice italiana.

## Biografia
Proveniente da una famiglia di attori, nacque dall'attore maltese Raffaello Cristina e dall'attrice Cesira Sabatini. Suo fratello fu l'attore Olinto Cristina, così come attrici furono anche le sorelle Jone e Ines.
Fu sposata dal 1904 con l'attore Giacomo Almirante, del quale rimase vedova nel gennaio del 1944.
Attrice teatrale (fece parte tra le altre della Compagnia di Diana Torrieri e Piero Carnabuci) e radiofonica, al cinema prese parte a sei film tra il 1930 e il 1946 (i primi tre girati negli Studi di Joinville) in ruoli secondari.

## Prosa radiofonica Rai
- L'altro figlio, commedia di Luigi Pirandello, regia di Enzo Convalli, trasmessa il 13 ottobre 1946
- Lettere d'amore, commedia di Gherardo Gherardi, regia di Enzo Convalli, trasmessa il 27 gennaio 1947
- Peg del mio cuore, commedia di Hartley Manners, regia di Enzo Convalli, trasmessa il 1 luglio 1948

## Filmografia
- Il richiamo del cuore, regia di Jack Salvatori (1930)
- La vacanza del diavolo, regia di Jack Salvatori (1931)
- La riva dei bruti, regia di Mario Camerini (1931)
- Seconda B, regia di Goffredo Alessandrini (1934)
- La dama bianca, regia di Mario Mattoli (1938)
- Il sole sorge ancora, regia di Aldo Vergano (1946)